# Summer Rental
Summer Rental (bra: Temporada de Verão; prt: Malditas Férias) é um filme estadunidense de 1985 do gênero comédia, dirigido por Carl Reiner, estrelando John Candy. 
Carl Reiner dirigiu esta história de um homem dedicado à família, que tira férias da vida normal, quando aluga uma casa de veraneio na Flórida.
O humorista John Candy interpreta o estressado controlador de tráfego aéreo cujas urgentíssimas férias longe de sua família o levam de uma histérica desventura a outra - diretamente do desconforto de seu humilde lar, para uma "balada" na praia, e até acertar as contas com um maluco no mar.

## Elenco principal
- John Candy – Jack Chester
- Karen Austin – Sandy Chester
- Kerri Green – Jennifer Chester
- Joey Lawrence – Bobby Chester
- Aubrey Jene – Laurie Chester
- John Centonze – Tino Rossi
- Rip Torn – Richard Scully
- Richard Crenna – Al Pellet
- John Larroquette – Don Moore
- Lois Hamilton – Vicki Sanders
- Francis X. McCarthy – Hal Armstrong (as Frank McCarthy)

1. ↑  Maslin, Janet (9 de agosto de 1985). «FILM: 'SUMMER RENTAL,' DIRECTED BY CARL REINER». The New York Times (em inglês). ISSN 0362-4331. Consultado em 30 de agosto de 2024